# Zrození Venuše (Botticelli)
Zrození Venuše je obraz namalovaný Sandrem Botticellim, který nejspíše vznikl podobně jako jiný obraz Primavera v období kolem roku 1478 nebo 1483–1486. Na rozdíl od Primavery je zde kompozice pojatá zleva doprava – dvojice letících zefyrů svým dechem ovívá zcela nahou Venuši stojící na mořské lastuře, zatímco na břehu čeká Hóra, aby ji mohla zahalit do pláště.
Obraz zachycuje okamžik, kdy se Venuše vynoří z moře nesena na lastuře. Západní vítr ji nese ke břehu, kde ji jedna z Hór (bohyň ročních období) podává květinami posetý plášť. Kromě samostatné ilustrace mýtu umělec zakomponoval do obrazu mnoho dalších konotací a významů.
Obraz je v Galerii Uffizi v italské Florencii.

## Symbolika

### Venuše
Venuše je tradiční symbol narození, plodnosti, lásky a sexuální touhy. Nahá bohyně zde neznamená jen lásku pozemskou, ale také duchovní. Někdy je tato představa spojována s Pannou Marií.

### Růžová růže
Venuše byla i bohyní květin a zvláště silně byla spojena s růžovou růží. Ta odkazuje na lidskou sexualitu a touhu.

### Mušle
Lastura, na níž Venuše stojí, kdysi odkazovala na ženské sexuální orgány. Tento mýtus plodnosti křesťanství pozměnilo a učinilo z lastury symbol zmrtvýchvstání a znovuzrození.

### Nymfa
Hóry byly bohyněmi ročních období. Na obraze je znázorněna bohyně jara, období plodnosti a zrození. Je ověnčena jarní květenou a myrtou, rostlinou spojovanou se štěstím, jež se často objevuje jako svatební ozdoba.

### Zefyrové
Bůh větru Zefyros a jeho žena Chloris symbolizují duchovní vášeň a spojují ducha s hmotou.

### Zlato
Celou malbu zdobí na mnoha místech zlato. To podtruhuje hodnotu a roli obrazu jako cenného předmětu a odráží božskou podstatu Venuše. Je také symbolem dokonalosti, tepla a lásky.

## Inspirace
Jako možné zdroje inspirace jsou uváděny homérské hymny, nebo také báseň Angela Poliziana, která popisuje obraz od Apella (Venus Anadyomene).